# Matilde di Shabran
Matilde [di] Shabran, o sia Bellezza e cuor di ferro (dt.: Mathilde [von] Shabran, oder Schönheit und Herz von Eisen; auch: Corradino) ist eine Oper (Originalbezeichnung: „melodramma giocoso“) in zwei Akten von Gioachino Rossini (Musik) mit einem Libretto von Jacopo Ferretti. Die Uraufführung fand am 24. Februar 1821 im Teatro Apollo in Rom statt.

## Handlung
Die Handlung der Oper ist komplex und teilweise unsinnig.:106 Die männliche Hauptfigur Corradino ist ein gefürchteter Frauenhasser, der seine Burg mit drastischen Mitteln gegen alle Eindringlinge verteidigt. Zu seinen Leuten gehören der Turmwächter Ginardo und der Arzt Aliprando. Dem Dichter Isidoro gelingt mit Unterstützung der beiden dennoch die Aufnahme. Corradino hat Edoardo, den Sohn seines Feindes Raimondo Lopez, gefangen genommen. Nach dem Tod ihres Vaters, eines alten Waffengenossen Corradinos, findet auch Matilde di Shabran in seiner Burg Zuflucht. Sie versucht sofort, Corradino zu bezirzen – sehr zum Missfallen der Contessa d’Arco, die ebenfalls ein Auge auf ihn geworfen hat. Corradino ist verärgert über die beiden unerwünschten Frauen und befiehlt, Matilde zu bewachen. Es gelingt ihr aber schnell, sein Herz zu rühren und sein Vertrauen zu gewinnen. Um seinen Sohn zu befreien, unternimmt Raimondo einen bewaffneten Angriff auf die Burg. Er wird zurückgeschlagen. Unterdessen gelingt Edoardo die Flucht – durch einen Verrat Matildes, wie alle glauben. Corradino verurteilt sie zum Tode. Ausgerechnet Isidoro soll sie einen Felshang hinabstürzen. Er täuscht die Hinrichtung jedoch nur vor und lässt sie frei. Matilde trifft auf Edoardo, und gemeinsam entdecken sie den wahren Grund für seine Freilassung: eine Intrige der Contessa, die sich auf diese Weise ihrer Rivalin entledigen wollte. Nun von Matildes Unschuld überzeugt, bittet Corradino sie um Vergebung und ihre Liebe. Matilde akzeptiert unter der Bedingung, dass er sein Verhalten ändert und sich mit Raimondo versöhnt.
Die folgende Inhaltsangabe basiert auf dem Libretto der römischen Urfassung von 1821.

### Erster Akt
Gotischer Vorhof eines alten Schlosses
Im Hintergrund ein offenes Gittertor, das zum Wald führt; auf der rechten Seite ein Turm mit einer Tür; links in der Mitte eine Treppe zu Corradinos Wohngebäude. Der Vorhof ist mit marmornen Kriegstrophäen geschmückt, von denen zwei Aufschriften tragen: „Ungerufen hier zu nah’n bringt den Tod für Jedermann“ und „Durst und Hungers der erbleichet wer die Ruhe hier verscheuchet.“
Szene 1. Die Landbewohner unter der Führung Egoldos treten auf, um dem Schlossherrn Corradino ihre Abgaben zu leisten (Introduktion „Zitti; nessun qui v’è“). Der hat einen üblen Ruf als gefürchteter und stets bewaffneter Sonderling. Sein Schloss allerdings gefällt den Landleuten. Der Arzt Aliprando weist sie auf die Warntafeln hin. Die Wahrheit sei allerdings noch viel schlimmer, denn Corradino hasse alle Frauen. Er sei ein Teufel mit einem Herz aus Eisen. Als kurz darauf eine Glocke das Nahen des Gefürchteten ankündigt, fliehen alle. Aliprando bleibt mit dem Torwächter Ginardo zurück, der sich um einen neuen Gefangenen kümmern muss: Edoardo, den einzigen Sohn von Corradinos Feind Raimondo Lopez.
Szene 2. Der verarmte Poet Isidoro singt ein Lied zur Gitarre (Cavatine: „Intanto Erminia fra le ombrose piante“), das er aber schnell beendet, da er von Hunger geplagt wird. Er verliert seine Hoffnung auf gute Aufnahme im Schloss, als er die Warntafeln liest.
Szene 3. Ginardo warnt Isidoro vor dem Schlossherrn. Nur eine schnelle Flucht könne ihn noch retten. Aber schon erscheint Corradino und stellt Isidoro zur Rede (Quartett: „Alma rea! Perché t’involi?“). Da er nicht an poetischen Schmeicheleien interessiert ist, soll Isidoro auf der Stelle sterben.
Szene 4. Aliprando bittet Corradino um Gnade für den Dichter, da sie sich nicht auf dem Schlachtfeld befinden und Isidoro wehrlos sei. Corradino meint, man könne schon an seinem Gesicht erkennen, dass es sich um einen Verbrecher handle. Er lässt ihn in den Kerker werfen. Aliprando kann Isidoro noch zuraunen, dass er versuchen werde, ihn zu retten. Nachdem Isidoro abgeführt wurde, berichtet er Corradino, dass dessen kürzlich im Krieg gefallener Gefolgsmann Shabran sich mit seinen letzten Worten gewünscht habe, dass seine Tochter Matilde in der Burg aufgenommen werde. Corradino kann diesen Wunsch nicht abschlagen, bestimmt aber, dass Matilde sich ihm nie ohne seinen ausdrücklichen Wunsch zeigen dürfe. Er befiehlt Ginardo, Edoardo vorzuführen.
Szene 5. Ginardo bringt den gefesselten Edoardo aus dem Turm und zieht sich in das Schloss zurück. Edoardo weigert sich entschlossen, sich Corradino zu unterwerfen. Seine Tränen gelten allein seinem verstorbenen Vater (Cavatine Edoardo: „Piange il mio ciglio è vero“). Er sei lediglich gefangen worden, weil er zu diesem Zeitpunkt unbewaffnet war. Dieser Sieg sei kein Zeichen von Tapferkeit. Corradino ist beeindruckt von Edoardos Haltung. Auf sein Ehrenwort, nicht zu fliehen, lässt er ihm die Ketten abnehmen.
Prächtige antike Galerie im Palast Corradinos mit Statuen alter Helden und einer Mitteltür
Szene 6. Matilde tritt mit Aliprando ein. Sie will alle denkbaren Liebeskniffe aufbieten, um Corradinos Herz zu erobern. Aliprando glaubt nicht, dass sie damit Erfolg haben kann (Duett: „Di capricci, di smorfiette“). Dessen einzige Schwäche sei seine Hypochondrie. Nur wenn er von Furcht vor einer Krankheit geplagt werde, könne man ihn beeinflussen.
Szene 7. Ginardo meldet die Ankunft der Contessa d’Arco, die in Matilde eine Rivalin sieht, weil sie selbst einst Corradino als Grundlage für einen Friedensschluss versprochen war. Corradino hatte sich der Hochzeit jedoch mit der Begründung verweigert, nur eine völlig geistlose Frau heiraten zu wollen. Dass sie sein Schloss dennoch betreten darf, ist als Zeichen von Corradinos Verachtung zu werten, nicht seiner Gunst.
Szene 8. Die Contessa wirft Matilde einen verächtlichen Blick zu und fängt an, sie zu schmähen. Matilde kontert in gleicher Weise. Ginardo und Aliprando gelingt es nicht, die beiden zu besänftigen. Von dem Lärm belästigt, erscheint Corradino. Er ist empört, gegen sein Gebot gleich zwei Frauen vorzufinden. Die beiden lassen sich jedoch nicht abschrecken, und Matilde fordert unbeeindruckt einen Handkuss als Zeichen seines Respekts gegenüber einer Dame. Corradino ist verwirrt über diese Reaktion und fühlt sein Herz „verändert“. Das entgeht auch den anderen nicht. Die Contessa allerdings kann ihre Eifersucht kaum bändigen (Quintett: „Questa è la dea? Che aria!“). Kaum dass er sich einigermaßen wieder gefangen hat, befiehlt Corradino Ginardo, Matilde zu beaufsichtigen. Sie bleibt dennoch zuversichtlich, dass er ihr verfallen werde. Corradino zieht mit den Wachen ab.
Szene 9. Der Streit zwischen Matilde und der Contessa entflammt erneut. Beide entfernen sich trotzig.
Szene 10. Immer noch durch seinen Gefühlsausbruch verwirrt, verlangt Corradino von Aliprando ein Gegenmittel. Aliprando erklärt ihm, dass gegen die Liebe keine Medizin hilft (Cavatine: „Giove un dì fremendo in collera“).
Szene 11. Nachdem sich Aliprando entfernt hat, grübelt Corradino über dessen Anspielung nach. Er kann sich nicht vorstellen, der Liebe verfallen zu sein – eher handele es sich um Zauberei. Er lässt den mutmaßlich schuldigen Isidoro von den Wachen holen, um ihn deswegen zur Rede zu stellen.
Szene 12. Das Gespräch wird durch die Ankunft Ginardos und Matildes unterbrochen. Matilde zeigt nun Reue für ihr voriges Verhalten. Ihre Verliebtheit, in die sie beim Anblick von Corradinos kriegerischem Anblick gefallen war, sei nur ein Traum gewesen. Corradino bemerkt, dass Isidoro immer noch anwesend ist und schickt ihn mit Ginardo zurück zum Kerker. Die beiden gehen jedoch nur zum Schein. Sie verstecken sich, um das weitere Geschehen zu beobachten.
Szene 13. Corradino fühlt seinen Widerstand schwinden. Seine einzige Hoffnung scheint darin zu bestehen, Matilde schnellstmöglich aus dem Schloss zu entfernen. Matilde dagegen bleibt siegesgewiss bei ihrer Entschuldigungs-Taktik (Finale I: „Ah! Capisco: non parlate“). Corradino gerät vollends in Verwirrung und erklärt ihr schließlich selbst seine Liebe. Dabei gelingt es Matilde, ihn zum Ablegen seiner Rüstung und seiner Waffen zu bewegen – was Isidoro und Ginardo amüsiert von der Seite kommentieren.
Szene 14. Eine Glocke erklingt, gefolgt von Trommelklängen. Aliprando erscheint und erblickt überrascht die abgelegten Waffen seines Herrn auf dem Boden. Der eigentliche Grund seines Kommens ist jedoch die Nachricht, dass Raimondo Lopez mit seinem Heer naht, um seinen Sohn Edoardo zu befreien. Matilde selbst überreicht Corradino seine Waffen, damit er seine Leute in den bevorstehenden Kampf führen kann.
Vorhof im Schloss
Szene 15. Nach einem kriegerischen Marsch eilt Edoardo beunruhigt über die Szene. Gleichzeitig ziehen die von Rodrigo geführten Truppen seines Vaters an, um sich zum Kampf vorzubereiten. Corradino, Matilde, Aliprando und die Contessa kommen aus dem Schloss. In ihrer Mitte befindet sich Isidoro mit einer Fahne in der Hand, der Gitarre auf dem Rücken und Schreibzeug, um das Geschehen als frisch ernannter Hofdichter für die Nachwelt zu dokumentieren. Corradino ruft Edoardo zu, dass er sein Vater töten werde. Edoardo will erschüttert zu diesem eilen. Als Matilde Mitgefühl mit ihm zeigt, erweckt sie die Eifersucht Corradinos – was wiederum die Contessa Hoffnung schöpfen lässt. Matilde wünscht Corradino den Sieg. Er möge aber anschließend Gnade walten lassen und in ihre Arme zurückkehren. Corradino überträgt ihr den Schutz seines Hauses, warnt sie jedoch davor, ihn zu verraten. Corradino und seine Männer ziehen in den Kampf. Das Schlusswort des ersten Akts obliegt Isidoro. Er feuert die Kämpfer an, hält sich aber zugleich zur Flucht bereit.

### Zweiter Akt
Weite mit Bäumen besetzte Ebene
Szene 1. Isidoro schreibt unter einem großen Baum an der Kriegshistorie, in der er selbst die Rolle eines großen Kämpfers spielt (Introduktion: „Settecento ottanta mila“). Als die Landleute den Sieg Corradinos rühmen, liest er ihnen vor, wie er selbst praktisch im Alleingang die Feinde geschlagen habe. Die Zuhörer glauben ihm kein Wort. Der nachträglich eingetroffene Ginardo erklärt, dass die Gegner sofort den Rückzug angetreten hätten, als sie die Truppen Corradinos bemerkt hatten. Isidoro lässt sich dadurch nicht beirren.
Szene 2. Aliprando trifft mit den Kämpfern ein und erzählt Isidoro, dass Corradino sich allein auf die Suche nach Raimondo begeben habe, um ihn zum Zweikampf herauszufordern. Sie beschließen, zum Schloss zurückzukehren, um Matilde zu beruhigen.
Szene 3. Edoardo wurde freigelassen – scheinbar auf Veranlassung Matildes. Er verabschiedet sich dankbar vom Gefängniswärter Udolfo und macht sich auf die Suche nach seinem Vater.
Szene 4. Der geschlagene und von seinen Leuten im Stich gelassene Raimondo klagt über den Verlust seines Sohnes (Cavatine: „Sarai contenta alfine, revolubil fortuna!“). Beide sind erleichtert, als sie im Wald aufeinandertreffen.
Szene 5. Corradino entdeckt die beiden und fordert Raimondo zum Zweikampf. Als er erfährt, dass Edoardo seine Freilassung Matilde verdankt und dieser in den höchsten Tönen von ihr schwärmt, stürmt er zornig davon (Terzett: „Deh! serena il mesto ciglio“).
Galerie im Schloss Corradinos
Szene 6. Die Contessa frohlockt über Edoardos Flucht, die sie selbst durch Bestechung in die Wege geleitet hatte. Der Verdacht muss nun zwangsläufig auf Matilde fallen. Als sich diese nähert, schwelgt sie in Vorfreude auf ihren baldigen Fall.
Szene 7. Isidoro prahlt vor Matilde und der Contessa mit seinen Heldentaten in der Schlacht, in der er 60.000 Gegner getötet haben will. Aliprando und Ginardo berichten den tatsächlichen Ablauf. Sie sorgen sich um Corradino, der im Wald nach Raimondo suchen wollte, um diesen zum Duell zu fordern. Aber schon verkünden Trommeln seine Rückkehr.
Szene 8. Corradino schickt Ginardo los, um Edoardo herbeizuholen. Während sie warten, nutzt Isidoro die Gelegenheit, sein neuestes Sonett vorzutragen. Corradino unterbricht ihn schroff. Als Ginardo erwartungsgemäß mit der Nachricht von Edoardos Flucht zurückkehrt, stellt Corradino Matilde zur Rede.
Szene 9. Bevor Matilde antworten kann, erscheint Rodrigo mit einem für sie bestimmten Brief. Corradino reißt ihn ihr aus der Hand und liest ihn vor. Darin dankt Edoardo ihr als seiner Befreierin und schwört ihr seine Liebe. Für Corradino ist Matildes Verrat damit erwiesen. Trotz ihrer Unschuldsbeteuerungen verurteilt er sie zum Tod. Aliprando, Ginardo und Isidoro erschrecken und flehen ihn um Milde an, während die Contessa triumphiert (Sextett: „È palese il tradimento“). Corradino bleibt ungerührt. Er befiehlt Isidoro, Matilde die Klippen bei Raimondos Burg hinabzustoßen.
Wald beim Schloss Corradinos und Raimondos in der Nähe des Wildbachtals
Szene 10. Edoardo, Udolfo und vier Kämpfer Raimondos treten auf. Edoardo mutmaßt, dass seine Freilassung gar nicht durch Matilde veranlasst wurde, sondern eine Intrige der Contessa war. Ein Trommelwirbel verkündet die Ankunft Isidoros. Edoardo und seine Leute verstecken sich.
Szene 11. Matilde wird von Isidoro und vier Wachleuten herbeigeführt. Sie beteuert erneut ihre Unschuld. Isidoro denkt aber gar nicht daran, den Befehl wirklich auszuführen. Er schickt die Krieger fort, bittet Matilde, laut zu schreien, um die Hinrichtung vorzutäuschen und entfernt sich, um Corradino über die Vollstreckung zu informieren.
Szene 12. Matilde hat zwar überlebt, wurde aber allein im Wald zurückgelassen und ängstigt sich entsprechend. Belauscht von Edoardo denkt sie darüber nach, wie es dazu kommen konnte. Sie hatte zwar Mitleid mit Edoardo, aber keinen Verrat begangen. Verurteilt wurde sie lediglich aufgrund seines Briefs. Edoardo erkennt nun die Zusammenhänge. Er tritt aus seinem Versteck und verspricht ihr seine Hilfe (Duett: „No; Matilde: non morrai“).
Galerie im Schloss Corradinos
Szene 13. Isidoro berichtet Corradino, der Contessa und Ginardo, dass Matilde tot sei. Sie sei beim Aufstieg auf den Felsen ausgerutscht und in den Wildbach gestürzt.
Szene 14. Edoardo erscheint mit Udolfo und klärt alle über die Intrige der Contessa auf. In Erwartung von Corradinos Zorn macht sich Isidoro vorsichtshalber aus dem Staub. Corradino wirft die Contessa hinaus und beklagt das Schicksal der unschuldigen Matilde (Cavatine: „Parmi ascoltar la voce“). Um ihr wieder nahe sein zu können, will er ihr in den Tod folgen.
Schroffer Berghang mit einem Wildbach, der in einem Schlund verschwindet
Auf einer Seite befindet sich das Schloss Raimondos mit einer Zugbrücke. Es ist Nacht.
Szene 15. Auf seiner Flucht ist Isidoro wieder an die Stelle gelangt, an der er Matilde töten sollte. Er erschreckt, als er Corradino Stimme hört.
Szene 16. Die Zugbrücke zur Burg Raimondos wird herabgelassen. Raimondo tritt mit vier Soldaten heraus. Der Wald belebt sich mit den von Egoldo geführten Landleuten. Auf dem Berg wurde Corradino mittlerweile von Aliprando und Ginardo eingeholt. Edoardo läuft über die Brücke in die Burg.
Szene 17. Edoardo kommt mit Matilde aus der Burg. Isidoro erklärt, dass sie lediglich metaphorisch mit dichterischer Freiheit („Licentia poetica“) umgekommen sei. Corradino bittet sie erleichtert um Vergebung. Matilde ist bereit dazu, stellt aber die Bedingung, dass er sich mit Raimondo versöhne und sein Herz der Güte öffne. Corradino akzeptiert und schwört ewigen Frieden. Matilde fordert Isidoro auf, zur Hochzeit ein Sonett zu schreiben. Die Oper endet mit einem allgemeinen Lobpreis der Liebe (Rondò: „Ami alfine? E chi non ama?“). Der Chor übernimmt Matildes Schlusswort: „Zu herrschen und zu siegen ist holder Frauen Recht“ („Le femmine son nate per vincere e regnar“).

## Gestaltung
Matilde di Shabran wird in der Rossini-Literatur häufig als Opera semiseria bezeichnet. Allerdings folgt die Handlung kaum dem typischen Modell dieser Gattung. Mit der von Rossini gewählten Bezeichnung „Melodramma giocoso“ wurden zu dieser Zeit eher Opera buffe versehen. Allerdings enthält die Oper auch einige Elemente der Semiseria wie die Charaktere des tyrannischen Schlossbesitzers, der unschuldig verurteilten Titelfigur, des Retters oder des Gefängniswärters. Die Schlucht kann als Ersatz für das übliche Gefängnis als Schreckensort betrachtet werden. Dramaturgisch werden diese Elemente jedoch anders genutzt als in der Semiseria üblich. Das Werk lässt sich daher gattungsspezifisch nur schwer zuordnen.

### Instrumentation
Die Orchesterbesetzung der Oper enthält die folgenden Instrumente:
- Holzbläser: zwei Flöten (eine auch Piccolo), zwei Oboen, zwei Klarinetten, zwei Fagotte
- Blechbläser: vier Hörner, zwei Trompeten, drei Posaunen
- Pauken, Große Trommel, Kleine Trommel, Glocke
- Gitarre
- Streicher
- Basso continuo
- Bühnenmusik hinter der Szene: Kleine Trommel, Glocke

### Musiknummern der Fassung Rom 1821
Die Oper enthält in der römischen Urfassung von 1821 die folgenden Musiknummern:
- Sinfonia

Erster Akt
- Nr. 1. Introduktion (Chor, Egoldo, Ginardo): „Zitti; nessun qui v’è“ (Szene 1)
- Nr. 2. Cavatine (Isidoro): „Intanto Erminia fra le ombrose piante“ (Szene 2)
- Nr. 3. Quartett (Corradino, Isidoro, Ginardo, Aliprando): „Alma rea! Perché t’involi?“ (Szene 3)
- Nr. 4. Cavatine (Edoardo): „Piange il mio ciglio è vero“ (Szene 5)
- Nr. 5. Duett (Matilde, Aliprando): „Di capricci, di smorfiette“ (Szene 6)
- Nr. 6. Quintett (Contessa, Matilde, Aliprando, Ginardo, Corradino): „Questa è la dea? Che aria!“ (Szene 8)
- Nr. 7. Chor e Cavatine (Aliprando): „Giove un dì fremendo in collera“ (Szene 10)
- Nr. 8. Finale I: „Ah! Capisco: non parlate“ (Szene 13)

Zweiter Akt
- Nr. 9. Introduktion (Isidoro, Chor, Ginardo): „Settecento ottanta mila“ (Szene 1)
- Nr. 10. Cavatine (Raimondo): „Sarai contenta alfine, revolubil fortuna!“ (Szene 4)
- Nr. 11. Terzetto (Edoardo, Raimondo, Corradino): „Deh! serena il mesto ciglio“ (Szene 5)
- Nr. 12. Sextett (Corradino, Matilde, Contessa, Aliprando, Isidoro, Ginardo): „È palese il tradimento“ (Szene 9)
- Nr. 13. Duett (Edoardo, Matilde): „No; Matilde: non morrai“ (Szene 12)
- Nr. 14. Cavatine (Corradino): „Parmi ascoltar la voce“ (Szene 14)
- Nr. 14. Rondò (Matilde, Chor): „Ami alfine? E chi non ama?“ (Szene 17)

### Musiknummern der Fassung Neapel 1821
Die 1821 in Neapel aufgeführte revidierte Fassung enthält folgende Musiknummern:
- Sinfonia

Erster Akt
- Nr. 1. Introduktion (Chor, Egoldo, Ginardo): „Zitti; nessun qui v’è“
- Nr. 2. Cavatine (Isidoro): „Intanto Erminia fra le ombrose piante“
- Nr. 3. Quartett (Corradino, Isidoro, Ginardo, Aliprando): „Alma rea! Perché t’involi?“
- Nr. 4. Cavatine (Edoardo): „Piange il mio ciglio è vero“
- Nr. 5. Duett (Matilde, Aliprando): „Di capricci, di smorfiette“
- Nr. 6. Quintett (Contessa, Matilde, Aliprando, Ginardo, Corradino): „Questa è la dea? Che aria!“
- Nr. 7. Finale I: „Ah! Capisco: non parlate“

Zweiter Akt
- Nr. 8. Introduktion (Chor, Isidoro): „Di Corradino il nome“
- Nr. 9. Cavatine (Edoardo): „Sazia tu fossi alfine, revolubil fortuna!“
- Nr. 10. Sextett (Corradino, Matilde, Contessa, Aliprando, Isidoro, Ginardo): „È palese il tradimento“
- Nr. 11. Chor: „Mandare a morte quella meschina?“
- Nr. 12. Duett (Corradino, Edoardo): „Da cento smanie e cento“
- Nr. 13. Rondò (Matilde, Chor): „Ami alfine? E chi non ama?“

### Musik
Bemerkenswerte Musiknummern der Oper sind:
- Das Quartett „Alma rea! Perché t’involi?“ (Nr. 3, erster Akt, Szene 3) für Tenor (Corradino) und drei Bässe: „[…] one of the liveliest numbers of the entire score with its highly decorated tenor part“ („eine der lebhaftesten Nummern der ganzen Partitur mit seiner stark verzierten Tenorpartie“).[1]:106
- Das Quintett „Questa è la dea? Che aria!“ (Nr. 6, erster Akt, Szene 8) gilt als erfolgreichste Nummer des ersten Akts, darin insbesondere das Andante Corradinos zum Text „Dallo stupore oppresso“.[1]:107
- Das Allegro-Ensemble im Finale des ersten Akts ist „typically Rossinian and quite exhilarating“.[1]:107
- Das Maestoso-Sextett „È palese il tradimento“ (Nr. 12, zweiter Akt, Szene 9), in dem Corradino mehrfach das hohe C zu singen hat.[1]:107
- Das Duett Edoardo/Matilde „No; Matilde: non morrai“ (Nr. 13, zweiter Akt, Szene 12) für Sopran und Mezzosopran: „a fine andante–allegro duet“.[1]:107

## Werkgeschichte
Diese Oper schrieb Rossini für die Karnevalsaison 1820/21 des Teatro Apollo in Rom.:123 Kurz nach der am 3. Dezember 1820 in Neapel erfolgten Premiere seiner Vorgängeroper Maometto II begab er sich dazu nach Rom.:104 Für die Komposition sollte er vertragsgemäß 500 römische Scudi erhalten. Der ursprüngliche Plan sah vor, dafür ein Libretto eines neapolitanischen Schriftstellers zu verwenden, das auf dem französischen Bühnenstück Mathilde de Morwel basieren sollte. Nachdem Rossini bereits den ersten Akt komponiert hatte, erkannte er jedoch die mangelhafte Qualität dieses Texts, der außerdem zu langsam geliefert wurde. Daher bat er den Librettisten Jacopo Ferretti um ein anderes Libretto. Ferretti schlug aus Zeitgründen einen in seiner Freizeit geschriebenen Text mit dem Titel Corradino il terribile vor. Diese fünf vorhandenen Szenen basierten auf dem fünfaktigen Libretto Euphrosine ou Le tyran corrigé von François-Benoît Hoffman, das 1790 mit Musik von Étienne-Nicolas Méhul in Paris aufgeführt worden war. Auf Rossinis Wunsch schuf Ferretti daraus ein neues Libretto. Da im Programm des Theaters der Titel der neuen Oper bereits mit Matilde angekündigt worden war und es sich nicht um eine historische Person handelte, änderte Ferretti den Namen der Titelrolle von „Isabella“ in „Matilde“. Die Oper hieß nun Matilde Shabran. In späteren Fassungen wurde der Zusatz „di“ ergänzt.:123
Da die Zeit bis zur Premiere für die Komposition nicht mehr ausreichte, bat Rossini den Komponisten Giovanni Pacini um Hilfe, der sich zu dieser Zeit ebenfalls in Rom aufhielt, da seine Oper La gioventù di Enrico V (ebenfalls mit einem Libretto Ferrettis) am Teatro Valle aufgeführt wurde. Pacini trug drei Nummern zu der Oper bei, die Rossini später allerdings durch eigene Musik ersetzte. Als Ouvertüre verwendete Rossini diejenige von Edoardo e Cristina aus dem Vorjahr, die ihrerseits aus Motiven der Ouvertüren von Ricciardo e Zoraide und Ermione zusammengesetzt war. Ebenfalls aus Ricciardo e Zoraide stammen ein Abschnitt eines Duetts zu den Zeilen „Anima mia, Matilde“ und der Chor „Che ne dite? – Pare un signo!“ (erster Akt, Szene 10).:124f Ein Marsch im Finale des ersten Akts wurde aus La donna del lago übernommen.:107

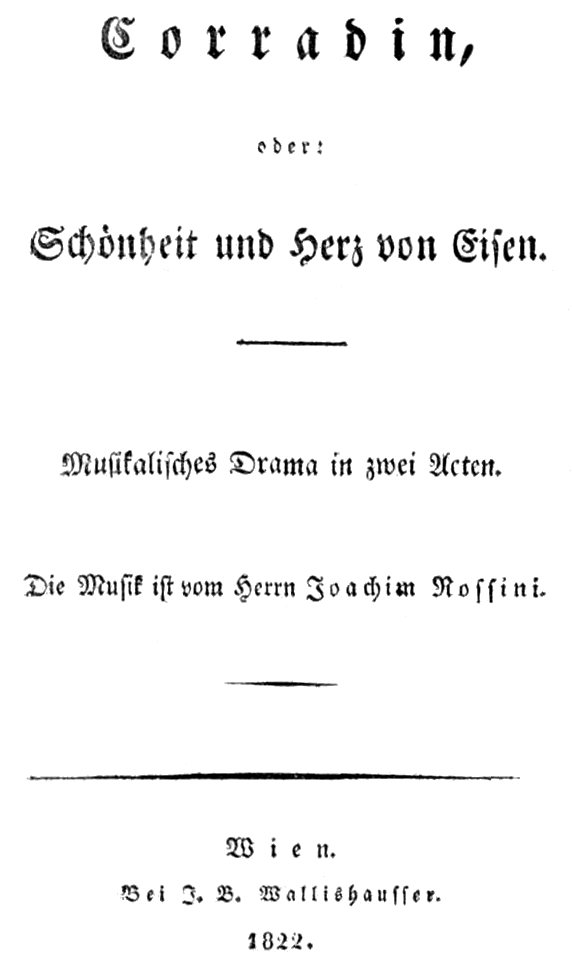
Titelblatt des Librettos, Wien 1822

Bei der Uraufführung am 24. Februar 1821 im Teatro Apollo sangen die Sopranistin Caterina Lipparini (Matilde di Shabran), die Mezzosopranistin Luigia Cruciati (Contessa d’Arco), die Altistin Annetta Parlamagni (Edoardo), die Tenöre Giuseppe Fusconi (Corradino) und Gaetano Rambaldi (Egoldo und Rodrigo) sowie die Bässe Carlo Moncada (Raimondo Lopez), Giuseppe Fioravanti (Aliprando), Antonio Parlamagni (Isidoro) und Antonio Ambrosi (Ginardo). Da der Dirigent des Teatro Apollo an einem Schlaganfall gestorben war, wurde die Aufführung von Niccolò Paganini geleitet.:106 Das Publikum bereitete der Oper einen gemischten Empfang, den Kritiker zum Teil den Sängern zuschrieben. Dem Rossini-Biographen Alexis Azevedo zufolge kam es nach der Aufführung vor dem Theater zu Straßenkämpfen zwischen Rossinianern und Anhängern des alten Stils.:125
Nach der Aufführung verschärften sich Spannungen zwischen Rossini und dem Impresario des Theaters, Torlonia. Daran war neben dem gemischten Erfolg der Aufführung wohl auch die Tatsache schuld, dass Rossini nicht völlig neue Musik geschrieben hatte. Torlonia verweigerte Rossini zunächst die Zahlung der vereinbarten 500 Scudi. Rossini entfernte daraufhin die Partitur und die Orchesterstimmen der Oper aus dem Theater und schrieb einen Brief an den Kardinal Bernetti, den Leiter der für die öffentlichen Schaustellungen zuständigen päpstlichen Delegation, in dem er ihm die Lage erklärte. Einer Randnotiz in diesem Brief zufolge wurde die Angelegenheit erledigt, d. h. vermutlich hat Torlonia schließlich den ausstehenden Betrag gezahlt.:126f
Die Oper verbreitete sich schnell an den italienischen Opernhäusern. Im Dezember desselben Jahres 1821 kam sie in überarbeiteter Form im Teatro del Fondo in Neapel unter dem Titel Bellezza e cuor di ferro auf die Bühne. Die meisten folgenden Aufführungen trugen den Titel Matilde di Shabran, aber auch Corradino wurde gelegentlich verwendet.:434f Am Theater am Kärntnertor in Wien wurde am 24. Juli 1822 eine erneut überarbeitete deutschsprachige Fassung unter dem Titel Corradin, oder Schönheit und Herz von Eisen aufgeführt. 1823 wurde die Oper in London gegeben, 1829 in Paris, 1834 in New York und Philadelphia.:435 Nach einer vorerst letzten Aufführung 1892 in Florenz geriet die Oper in Vergessenheit.:106
In neuerer Zeit wurde Matilde di Shabran erst 1974 in einer Fassung von Edilio Frasson in Genua wieder aufgeführt.:261 1996 wurde beim Rossini Opera Festival Pesaro die neapolitanische Fassung vom November 1821 gespielt und 1998 beim Festival Rossini in Wildbad die Wiener Fassung von 1822.

## Aufnahmen
- 1974 (live aus Genua): Bruno Martinotti (Dirigent), Orchester und Chor des Teatro Carlo Felice. Pietro Bottazzo (Corradino), Cecilia Valdenassi (Matilde di Shabran), Agostino Ferrin (Raimondo Lopez), Maria Casula (Edoardo), Domenico Trimarchi (Aliprando), Rolando Panerai (Isidoro), Margherita Rochow-Costa (Contessa d’Arco), Carlo Zardo (Ginardo), Renato Ercolani (Egoldo), Vico Polatto (Rodrigo). MRF LP: MRF-108.[9]:15924
- 21. Mai 1981 (live, konzertant aus Paris): Maurizio Arena (Dirigent), Orchestre Lyrique de l’ORTF Paris, Chœurs du Radio France. Bruce Brewer (Corradino), Adelaide Negri (Matilde di Shabran),  Anita Terzian (Edoardo), Carolyn Watkinson (Contessa d’Arco). Adelaide Negri CD (2 CD), The Opera Lovers MAT 198101 (2 CD).[9]:15924
- 23. August 1996 (Video, live vom Rossini Opera Festival Pesaro, Fassung 1822 Neapel): Yves Abel (Dirigent), Pier’ Alli (Inszenierung), Orchester des Teatro Comunale di Bologna, Prager Kammerchor. Bruce Ford (Corradino), Elizabeth Futral (Matilde di Shabran), Pietro Spagnoli (Raimondo Lopez), Patricia Spence (Edoardo), Roberto Frontali (Aliprando), Bruno Praticò (Isidoro), Francesca Franci (Contessa d’Arco), Natale de Carolis (Ginardo), Luigi Petroni (Egoldo), Carlo Bosi (Rodrigo). House of Opera 253 L, Celestial Audio CA 431 (3 CD), Premiere Opera Ltd. DVD 5029 (1 DVD), House of Opera DVDCC 893 (1 DVD), Live Opera Heaven Ltd. 905 A/B (1 VC).[9]:15924
- Juli 1998 (live vom Festival Rossini in Wildbad, Fassung Wien, Rezitative gekürzt): Francesco Corti (Dirigent), I Virtuosi di Praga, Czech Philharmonic Chamber Chorus. Ricardo Bernal (Corradino), Akie Amou (Matilde di Shabran), Thomas Ruf (Raimondo Lopez), Roswitha Müller (Edoardo), Noé Colín (Aliprando), Maurizio Leoni (Isidoro), Agata Bienkowska (Contessa d’Arco), Gioacchino Zarrelli (Ginardo), Pavel Baxa (Egoldo und Rodrigo). Bongiovanni GB 2242/44-2 (3 CD).[9]:15924
- August 2004 (auch Video, live vom Rossini Opera Festival Pesaro, Fassung 1822 Neapel, DVD unvollständig): Riccardo Frizza (Dirigent), Mario Martone (Inszenierung), Galician Symphony Orchestra, Prager Kammerchor. Juan Diego Flórez (Corradino), Annick Massis (Matilde di Shabran), Bruno Taddia (Raimondo Lopez), Hadar Halevy (Edoardo), Marco Vinco (Aliprando), Bruno de Simone (Isidoro), Chiara Chialli (Contessa d’Arco), Carlo Lepore (Ginardo), Gregory Bonfatti (Egoldo), Lubomir Moravec (Rodrigo). Decca 475 7688 (3 CD), Premiere Opera Ltd. CDNO 1785-3 (3 CD), Premiere Opera DVD 6037 (1 DVD).[9]:15924f
- November 2008 (live aus dem Royal Opera House Covent Garden): Carlo Rizzi (Dirigent), Orchester und Chor von Covent Garden. Juan Diego Flórez (Corradino), Aleksandra Kurzak (Matilde di Shabran), Mark Beesley (Raimondo Lopez), Vesselina Kasarova (Edoardo), Marco Vinco (Aliprando), Alfonso Antoniozzi (Isidoro), Enkelejda Shkosa (Contessa d’Arco), Carlo Lepore (Ginardo), Robert Anthony Gardiner (Egoldo), Bryan Secombe (Rodrigo). Premiere Opera Ltd. CDNO 3166-3 (3 CD).[10]
- August 2012 (Video, live vom Rossini Opera Festival Pesaro, Fassung 1821 Neapel): Michele Mariotti (Dirigent), Mario Martone (Regie), Sergio Tramonti (Bühne), Ursula Patzak (Kostüme), Orchester und Chor des Teatro Comunale di Bologna. Juan Diego Flórez (Corradino), Olga Peretyatko (Matilde di Shabran), Marco Filippo Romano (Raimondo Lopez), Anna Goryachova (Edoardo), Nicola Alaimo (Aliprando), Paolo Bordogna (Isidoro), Chiara Chialli (Contessa d’Arco), Simón Orfila (Ginardo), Giorgio Misseri (Egoldo), Ugo Rosati (Rodrigo). Decca 074 3813 (2 DVD), Decca 074 3816 (BR).[11]